# Томаринаро (Козенца)
Томаринаро је насеље у Италији у округу Козенца, региону Калабрија.
Према процени из 2011. у насељу је живело 78 становника. Насеље се налази на надморској висини од 288 м.